# Charpentier-illusie
De Charpentier-illusie of grootte-gewicht-illusie is een zintuiglijke illusie waarbij twéé zintuigen betrokken zijn. Bij twee voorwerpen met hetzelfde gewicht lijkt het kleinste voorwerp zwaarder. Een blok marmer bijvoorbeeld kan zwaarder lijken dan een emmer water van hetzelfde gewicht.
De verklaring lijkt te zijn dat op basis van het volume een groter gewicht wordt verwacht, zodat meer kracht uitgeoefend, en het dan meevalt.
De beschrijving van deze illusie in 1891 wordt toegeschreven aan Augustin Charpentier.